# Jüdischer Friedhof (Mechernich)
Der Jüdische Friedhof Mechernich liegt an der Straße „Im Steinrausch“ hinter dem Kinderspielplatz in Mechernich im Kreis Euskirchen in Nordrhein-Westfalen.
Auf dem jüdischen Friedhof, der von vor 1873 bis 1936 belegt wurde, stehen noch 42 Grabsteine (Mazewot). Der Begräbnisplatz gehört dem Landesverband Nordrhein-Westfalen der jüdischen Gemeinden. Er ist von den Schülern der Mechernicher Hauptschule in Patenschaft übernommen worden.